# Oecetis punctata
Oecetis punctata är en nattsländeart som först beskrevs av Luisa Eugenia Navas 1924.  Oecetis punctata ingår i släktet Oecetis och familjen långhornssländor. Inga underarter finns listade i Catalogue of Life.